# 洪天慧
洪天慧（1951年7月—），女，江苏泗阳人，中华人民共和国政治人物。第十届全国人大代表，全国妇联第七、八届执委，中共江苏省委第十届委员，第八届江苏省政协常委。

## 生平
1978年至1983年任共青团南京市委副书记、市青联主席。
1983年至1986年在中央党校研究生班脱产学习。
1986年至1987年任江苏省南京市仪器仪表工业公司党委副书记。
1987年至1993年任江苏省南京市妇联副主任、党组成员、主任、党组书记。
1993年至2003年8月任江苏省妇联副主席、党组成员，主席、党组书记。
2003年8月任第九届全国妇联党组成员、书记处书记。2005年12月全国妇联党组成员、副主席、书记处书记。2008年10月连任全国妇联副主席、书记处书记。